# Troefcall
Troefcall is een kaartspel dat overeenkomsten kent met klaverjassen en hartenjagen, en het Indiase spel court piece waar het mogelijk van afgeleid is.
In Nederland worden er wedstrijden georganiseerd door de Troefcall Sportbond Nederland (TSBN) en in Suriname door de Surinaamse Troefcall Bond (STcB). Er zijn naar schatting meer dan honderdduizend mensen in Nederland en Suriname die het spel spelen. Via Surinaamse Nederlanders kwam het kaartspel in Nederland terecht. Het wordt door Surinamers uit alle bevolkingsgroepen gespeeld.
Een tjal (de eigenlijke naam van het spel) is de troef in het spel. Bounie betekent de totale winst, oftewel 52 punten (4 maal 13 punten). Kap (Hindi: koth) is een kwart van de totale punten, oftewel 13.